# Paulianellus nepalensis
Paulianellus nepalensis är en skalbaggsart som beskrevs av Vladimir Balthasar 1965. Paulianellus nepalensis ingår i släktet Paulianellus och familjen Aphodiidae. Inga underarter finns listade i Catalogue of Life.